# New Wave (album de The Auteurs)
Pour les articles homonymes, voir New wave (homonymie).
Albums de The Auteurs
Now I'm a Cowboy
(1994)
New Wave est le premier album de The Auteurs, sorti en 1993.

## L'album
Incontournable de la britpop, il fait partie des 1001 albums qu'il faut avoir écoutés dans sa vie.

### Titres
Tous les titres sont de Luke Haines. 
1. Showgirl (4:06)
2. Bailed Out (3:44)
3. American Guitars (3:31)
4. Junk Shop Clothes (2:42)
5. Don't Trust the Stars (2:25)
6. Starstruck (2:59)
7. How Could I Be Wrong (3:53)
8. Housebreaker (2:57)
9. Valet Parking (2:55)
10. Idiot Brother (5:45)
11. Early Years (2:40)
12. Home Again (3:24)
13. Subculture (They Can't Find Him) (2:13)

### Musiciens
- Luke Haines : guitare, piano, voix
- Alice Readman : basse
- Glenn Collins :batterie
- James Banbury : violoncelle
- Joe Beckett : percussions
- Kuljit Bhamra : percussions
- Chris Wyles : percussions